# Hallgerät
Ein Hallgerät ist eine elektro-akustische oder elektronische Anordnung zur Erzeugung von künstlichem Nachhall.

## Elektromechanische Hallgeräte

### Federhall („Hallspirale“)

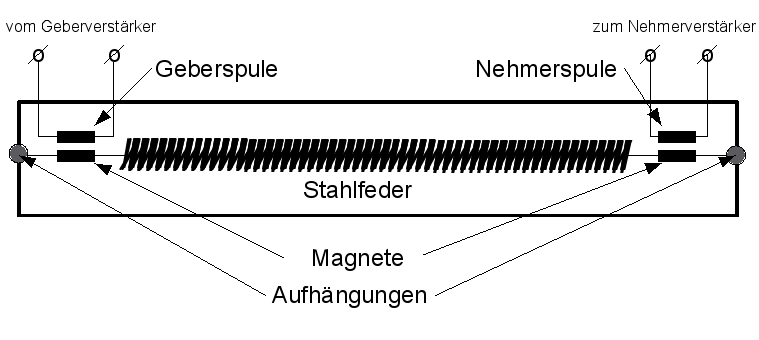
Aufbauschema eines sog. Federhalls („Hallspirale“)

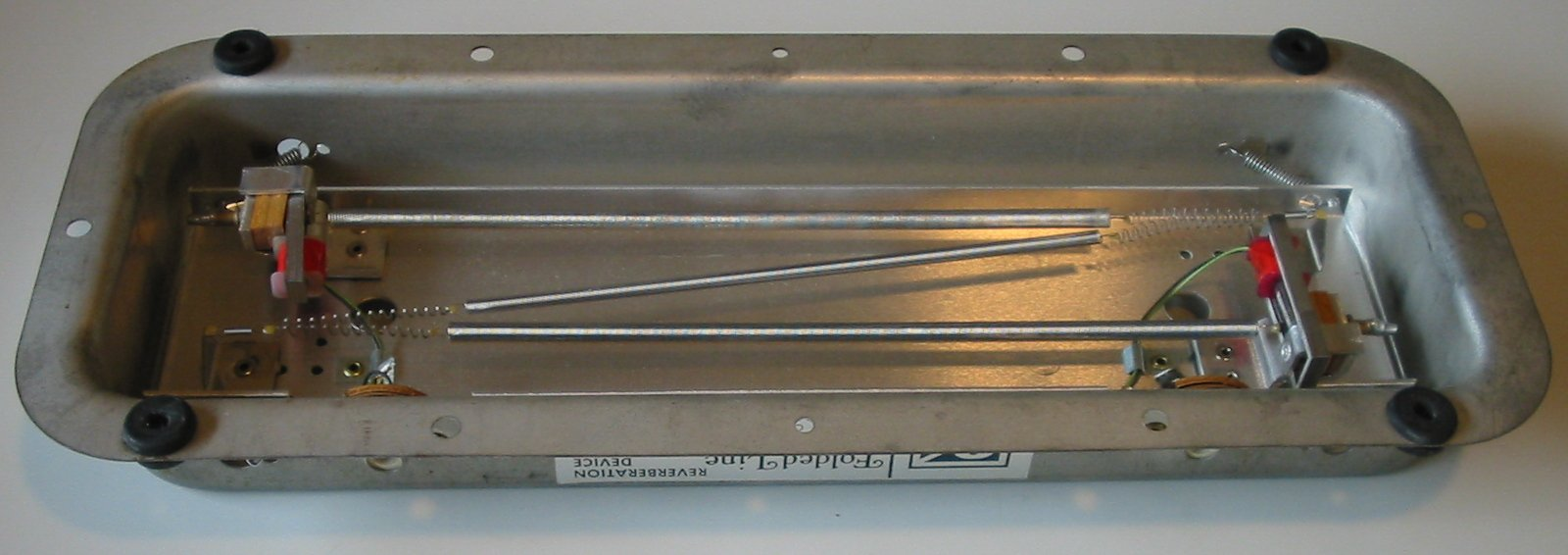
Geöffnetes Gerät zeigt die Mechanik

Eine oder mehrere metallische Schraubenfedern werden in einem Rahmen locker eingespannt. Die Art der Einspannung ermöglicht sowohl Längs-, Quer- und Drehschwingungen der Feder. Nahe der Aufhängungen sind jeweils elektromechanische Wandler angebracht (Magnet und stromdurchflossene Spule). Die Magnete sind mit der Feder verbunden, die Spulen sind fest am Rahmen angebracht.
Der Geberspule wird über einen Verstärker ein Strom eingeprägt. Der Verstärker wird von dem elektrischen Signal gesteuert, welches mit künstlichem Nachhall beaufschlagt werden soll.
Auf einer Seite der Aufhängung wird der Magnet durch den Strom in der Geberspule in Schwingungen versetzt. Die Schwingung pflanzt sich auf der Feder fort und kommt mit einer kleinen Verzögerung am anderen Ende der Feder an. Dort nimmt die zweite Wandlerspule (Nehmerspule) die Schwingung auf und wandelt sie wieder in ein elektrisches Signal um, das über einen zweiten Verstärker ausgekoppelt wird.
Die Schwingung wird auch reflektiert und wandert einige Zeit auf der Feder hin und her, nachdem die Eingangsschwingung abgeklungen ist. So entsteht ein Nachhalleffekt.

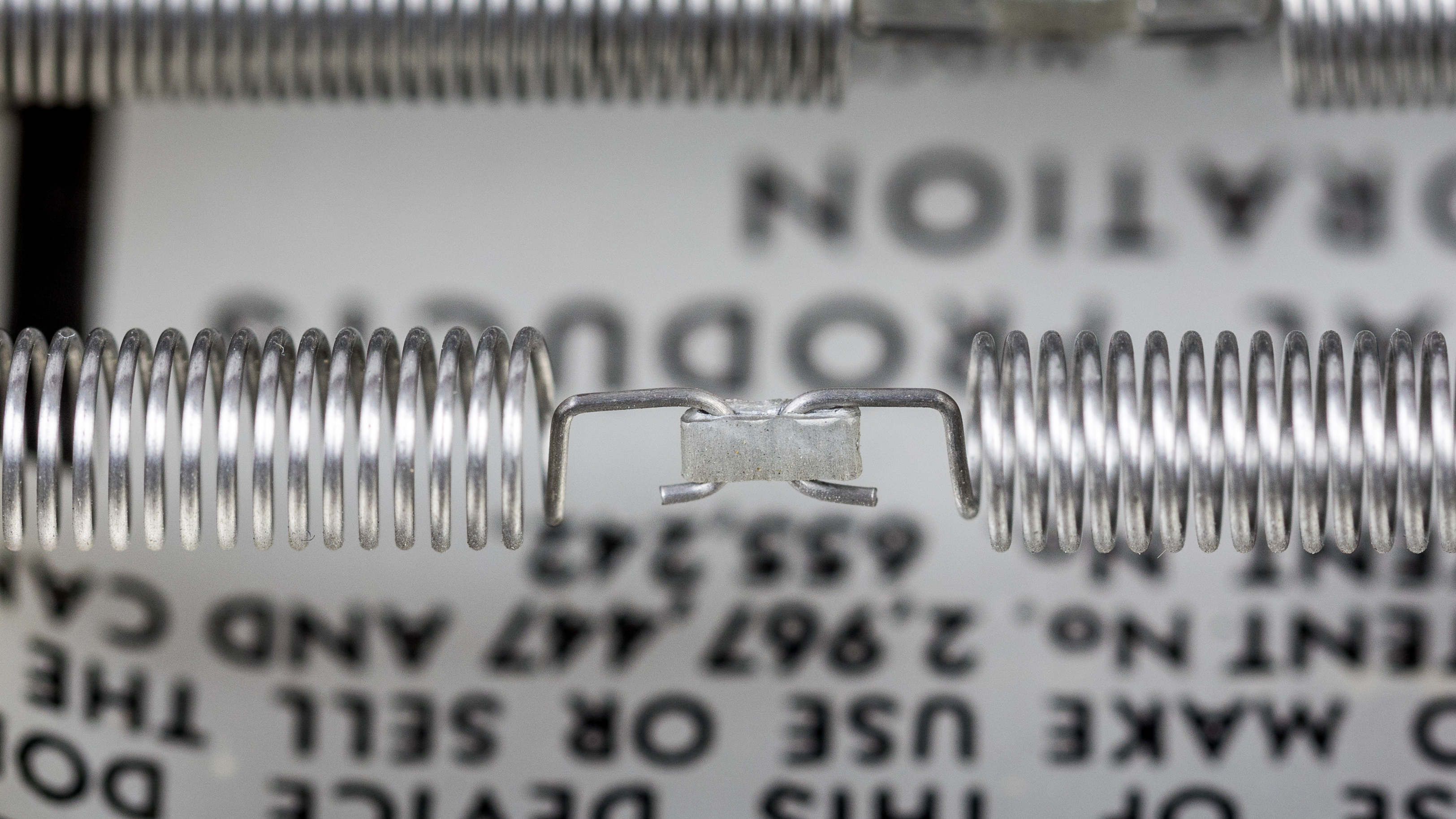
Verbindungsstelle als Störstelle

Praktisch lassen sich Verzögerungen von einigen 10 ms und Nachhallzeiten von einigen Sekunden erreichen. In der Praxis entstehen dabei aber nur einige sich überlagernde und dadurch metallisch klingende Einzelreflexionen, da das Signal an den Federenden mehrmals reflektiert wird und die Feder entsprechend einige Male durchläuft. Um hallähnlichere Klänge hervorzubringen, ist eine wesentliche Steigerung der Reflexionshäufigkeit erforderlich, so dass mehr Diffusität entsteht. Dazu werden der Feder ganz bewusst mechanische Schäden in Form von Ätzstellen und eingedellten Windungen beigebracht. Diese verursachen deutliche Störungen in der Wellenausbreitung. Es entstehen die gewünschten zusätzlichen Reflexionen.

#### Eigenschaften
Neben dem Vorteil des einfachen und damit preiswerten Aufbaus hat das elektro-mechanische Federsystem mehrere verschiedene unerwünschte Eigenschaften:
- Das Übertragungsverhalten ist je nach Bauweise mehr oder weniger resonant. Es kommt zu Klangverfärbungen. Durch die Kombination mehrerer Federn mit unterschiedlichen Eigenschaften kann das Übertragungsverhalten (der Klang) beeinflusst werden. Der Eingangs- und Ausgangsverstärker kann durch eine bestimmte Auslegung störende Resonanzen in begrenztem Umfang ausfiltern.
- Die Verzögerung auf der Feder ist konstant, was den Hall mehr oder weniger unnatürlich klingen lässt. Es werden daher zwei oder drei Federn mit unterschiedlicher Verzögerung parallel aufgehängt.
- Bessere Systeme mit längerer Verzögerungszeit können Federlängen von über einem Meter erreichen. Um Platz zu sparen, wird die Feder in der Praxis auch gefaltet eingespannt (z. B. in Form eines „Z“).
- Signalimpulsen kann das Federsystem aufgrund seiner Trägheit nicht folgen, so dass ein charakteristisch schepperndes Geräusch entsteht.
- Hallspiralen sind erschütterungs-, luftschall- und körperschallempfindlich. Um unerwünschte Nebengeräusche zu minimieren, werden die Federn in einem Hilfsrahmen aufgehängt, der seinerseits schwingend in einem Hauptrahmen aufgehängt ist (Entkopplung). Das Gesamtsystem wird häufig in ein schallgedämmtes Gehäuse eingebaut.
- Es gibt keine Parameter, die variiert werden können. Lediglich die Beimischung des Hallanteils zum ursprünglichen Signal lässt sich in einer Mischstufe einstellen („Reverb“-Einsteller an vielen Gitarrenverstärkern).
- Die elektromagnetischen Wandler sind anfällig für Einstreuungen von elektrischen und magnetischen Feldern, die sich als Nebengeräusche bemerkbar machen. Auch Stöße gegen das Gerät erzeugen einen Hall.

### Hallplatte
Eine Hallplatte arbeitet nach einem ähnlichen Prinzip wie ein Federhall, jedoch wird als schwingendes mechanisches System eine Stahlplatte verwendet. Im Unterschied zum Federhall können mehrere Parameter beeinflusst werden. Mit der Hallplatte kann ein annähernd natürlich klingender Nachhall erzeugt werden, aufgrund der erforderlichen Abmessungen und des hohen Preises war diese Technik jedoch weitgehend professionellen Studios vorbehalten.

### Bandhallgerät
Ein Bandhallgerät arbeitet mit einem endlosen Magnetband. Über Schreib- und Leseköpfe wird die Audio-Information auf das Band geschrieben bzw. vom Band gelesen. Über die Geschwindigkeit des Magnetbands und die Lautstärkeeinstellungen kann die Verzögerungszeit und die Hallintensität eingestellt werden.

## Elektronischer Hall

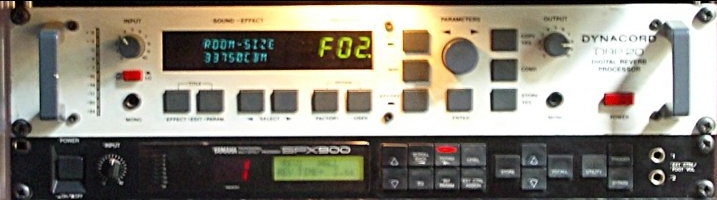
Zwei Hallgeräte: Oben Dynacord DRP 20, unten Yamaha SPX 900

Heute wird künstlicher Nachhall meist elektronisch in digitalen Signalprozessoren (DSP) erzeugt. Diese Methode hat keinen der Nachteile mechanischer Systeme, allerdings wird sehr viel Rechenleistung benötigt, wenn der Halleffekt realistisch nachgebildet werden soll, da eine sehr hohe Anzahl von Reflexionen berechnet werden muss. Einfache Systeme arbeiten mit rückgekoppelten Speichern, die über mehrere Pfade ein Signal in gedämpfter Form von deren Ausgang wieder in den Eingang führen. Je mehr Speicher und Pfade realisiert werden, desto komplexer ist der Hall. Ziel der Entwicklung solcher Geräte ist ein möglichst einfacher Algorithmus, der bei wenig Ressourcen einen möglichst interessanten Hall erzeugen kann. Dabei werden auch Reflexionsoptionen angewendet, die real nicht vorkommen können, z. B. ein sich zeitlich aufbauender Hall. Eine sehr rechenzeitaufwändige aber zielführende Methode ist die Anwendung eines zuvor gewonnenen Reflexionsmusters auf ein reflexionsfreies Signal, um reale Räume mit Hilfe der FFT nachzubilden.

## Anwendung
Mechanische Hallgeräte sind technisch veraltet. Sie wurden bis in die 1970er Jahre regelmäßig im Tonstudio neben Hallräumen zur Erzeugung von Nachhall eingesetzt.
Heute werden jedoch noch häufig Federhall-Systeme (Hallspiralen) in Gitarrenverstärkern für elektrische Gitarren, in modularen Synthesizern und bei der Hammondorgel eingesetzt. Der charakteristische Klang erinnert an die Popmusik der 1960er Jahre. Besonders gerne und stark überdosiert wird er noch heute in der Surfmusik verwendet. Das eigentlich unerwünschte Scheppern und Plätschern bei Dynamikspitzen wird dabei bewusst für die Klangfärbung eingesetzt.
Seit den 1980er Jahren wird künstlicher Nachhall in der Regel mit elektronischen Anordnungen erzeugt. Die Realisierung ist derart preiswert, dass auch einfache Mischpulte für Amateurmusiker oft damit ausgerüstet sind und Verwendung in deren Instrumentenrigs finden.

## Trivia
- Hallfedern wurden ursprünglich von Telefongesellschaften zur Echokompensation eingesetzt. Hierbei kam die Eigenschaft der Verzögerung zur Anwendung, der Nachhall war unerwünscht.
- In den 1960er Jahren waren Federhall-Geräte als Zubehör für HiFi-Anlagen erhältlich. So war unter anderem an Stereo-Röhrengeräten der Marke Grundig in der Regel ein Hall-Regler angebracht. Das Hallgerät selbst wurde extern angeschlossen und basierte auf der „Hallspirale“ von Hammond.
- In Fahrzeuge der US-amerikanischen Marke Imperial wurden Autoradios eingebaut, deren rückwärtiger Lautsprecher über einen Federhall angesteuert wurde . Um Störungen z. B. durch Erschütterungen während der Fahrt zu vermeiden, musste vermutlich ein erheblicher konstruktiver Aufwand getrieben werden.
- In den 1960er bis 1970er Jahren war es bei einigen Rockbands üblich, am Ende des Konzerts (nicht nur) ihre Verstärker zu zerstören (Beispiel: The Who). Die dabei entstehenden Geräusche wurden hauptsächlich durch die scheppernden Hallfedern verursacht.
- In einem 2005 verkauften Kinderspielzeug in Form eines Handmikrofons ist eine Hallfeder montiert, die durch Schall zu mechanischen Schwingungen angeregt wird und beim Ausschwingen einen künstlichen Nachhall erzeugt.
- Hallfedern können von außen mechanisch manipuliert werden (z. B. mit den Händen). Die dabei entstehende Geräuschkulisse wird z. B. dramaturgisch in Hörspielen und in der elektronischen Musik eingesetzt.